# Стрянци
Стрянци (на словенски: Strjanci) е село в Словения, Подравски регион, община Ормож. Според Националната статистическа служба на Република Словения през 2015 г. селото има 81 жители.